# Surrib
Surrib er en sønderjysk egnsret. Den bliver tilberedt af svinekød f.eks. ribbensstykke eller kogeflæsk. Den spises med sønderjysk rugbrød, syltede rødbeder og sennep. Ofte bliver der drukket snaps til retten. Surrib hører især til på et sønderjysk julefrokostbord.